# Júlio Fogaça
Júlio de Melo Fogaça (Alguber, Cadaval, 10 de agosto de 1907 - 28 de janeiro de 1980) foi um político e militante do Partido Comunista Português (PCP).

## Biografia
Juventude
Era filho de José Maria das Neves Fogaça e de sua mulher Maria José de Melo, comerciantes e proprietários abastados, e irmão de Beatriz de Melo Fogaça.
Entrada no PCP
Integrou o Secretariado do PCP em 1935, mas no mesmo ano é preso e deportado para o Campo do Tarrafal, Cabo Verde, onde permaneceu até 1940, altura em que beneficiou de uma amnistia. De regresso a Portugal, dirige o grupo que reorganiza o PCP, procurando retomar contactos com a Internacional Comunista (o partido tinha sido expulso daquela organização em 1939).
Conjuntamente com Álvaro Cunhal, torna-se-á "discípulo" de Bento Gonçalves, que cognominam "mestre".

### Campo de Concentração do Tarrafal
É novamente preso em 1942 e novamente também é reenviado para o Tarrafal, de onde sairá em 1945, de novo graças a uma amnistia.

### Clandestinidade
IV Congresso do PCP
Em Julho de 1946 participa no IV Congresso do PCP, tendo sido eleito para o Comité Central.
V Congresso do PCP
Durante a década de 1950 adquire preponderância na estrutura interna do partido. Defenderá a tese do derrube pacífico do regime ditatorial português, posição adoptada no V Congresso do partido em Setembro de 1957.

### Prisão de 1960
Fogaça volta a ser preso em agosto de 1960, só tendo sido liberto em 1970.
Estando sozinho na defesa da Política de Transição de há 15 anos, denominado de «desvio de direita», Júlio Fogaça é «rapidamente isolado e vencido» no Comité Central. No entanto, como membro do Comité Central e da sua Comissão Política e do seu Secretariado, as circunstâncias da sua prisão estariam no motivo da sua «morte política» no PCP, sendo preso pela PIDE a 28 de agosto de 1960, quando acompanhado pelo seu companheiro Américo Gonçalves.
No seu julgamento, o dirigente comunista passa por um processo humilhante de questões políticas sobrepostas com «questões morais», por ter como acompanhante um jovem operário. A sua homossexualidade era conhecida há vários anos por vários dirigentes do PCP. O Avante! noticia a sua prisão, mostrando preocupação sobre a sua situação e paradeiro enquanto preso pela polícia, sublinhando ser um dos mais antigos militantes e que passou 10 dos seus 28 anos no partido preso. O seu opositor interno Álvaro Cunhal é eleito secretário-geral em Março de 1961. 
É “condenado em 27 de Maio de 1961 pelo Tribunal Criminal de Lisboa a oito anos e meio de prisão maior e fixa, a suspensão de direitos políticos por 15 anos e sujeito a medidas de segurança renováveis até três anos.” Em julgamento separado, será condenado por ser homossexual, "pederasta passivo e habitual na prática de vícios contra a natureza’, tendo ficado sujeito durante cinco anos ‘à regeneradora medida de segurança da liberdade vigiada'".
Quase um ano depois da sua prisão, em julho de 1961, é publicado n'O Militante que a sua suspensão está em deliberação, devido a aspetos de conduta, verificando que, não obstante, seguiu estritamente as diretrizes em relação à polícia e não prestou nenhuma declaração.
Sendo um experiente dirigente conhecedor das regras árduas da clandestinidade, conhecia as consequências de as quebrar ao manter um relacionamento de natureza homossexual com um indivíduo exterior ao Partido. O jovem que é preso com Fogaça nega ser militante e diz ser apenas simpatizante.  Em julho, Fogaça escreve uma carta ao jovem aconselhando-o a manter uma relação afetiva com uma mulher, com o objetivo reforçar publicamente a sua seriedade. Em tribunal, Fogaça recusa fortemente as acusações de homossexualidade como "rematada e acintosa falsidade". A simulação de um modo de vida tradicional era importante para sobreviver à clandestinidade, vivendo Fogaça com Ana Pereira durante vários anos até ser preso. Esta mudança de aparências requeria uma dupla identidade, tanto de atitudes como de comportamentos. Para o Partido, a situação concreta em que ocorre a prisão de Júlio Fogaça é uma forte infração em matéria conspirativa, o que resultou na sua expulsão em novembro de 1961, que nunca foi publicamente divulgada.
Quanto ao PCP, na perspetiva do historiador João Madeira, «a dualidade de penas aplicadas, leves para o assédio sexual e pesadas quando associadas, mesmo que implicitamente, à homossexualidade dão também uma imagem do que era culturalmente o PCP nestas matérias». Esta última questão viria ser apontada pelos correligionários Francisco Martins Rodrigues e Zita Seabra como a principal para o seu afastamento. Corriam rumores que tinha sido encontrado com marinheiros num prostíbulo. Oficialmente, Fogaça foi expulso pelo seu comportamento em matéria conspirativa e por gastar indevidamente os fundos do Partido, quando já se encontrava preso, e derrotado politicamente com o «desvio de direita».
Álvaro Cunhal condenará e reverterá a orientação política imprimida ao PCP por Fogaça na década anterior, classificando-a de desvio anarco-liberal, fazendo prevalecer a sua mais bélica doutrina de "Levantamento Nacional" por insurreição popular armada (vide VI Congresso do PCP).
Após a Revolução
Após a revolução do 25 de Abril de 1974, reaproxima-se do PCP de Cunhal. Faleceu em 1980, tendo doado o seu espólio à Academia das Ciências de Lisboa que instituiu um prémio de História com o seu nome.

### Citações
1. 1 2 3 4 5  Almeida, São José (2 de novembro de 2018). «Fogaça, a biografia que fazia falta». PÚBLICO. Consultado em 23 de outubro de 2024
2. ↑  Madeira 2011, p. 48.
3. ↑  Madeira 2011, p. 387, 638.
4. 1 2 3 4  Madeira 2011, p. 388.
5. ↑  Madeira 2011, p. 388, 599.
6. 1 2  Madeira 2011, p. 389.
7. ↑  Madeira 2011, pp. 598-599.
8. 1 2 3  Madeira 2011, p. 636.
9. ↑  Madeira 2011, p. 388, 636.
10. 1 2  Madeira 2011, pp. 637-638.
11. ↑  «Francisco Martins Rodrigues - Entrevista a Carlos Morais». Primeira Linha Em Rede. 12 de Outubro de 2004. Consultado em 7 de agosto de 2024. Cópia arquivada em 22 de maio de 2007
12. ↑  Seabra, Zita (2023). Foi assim: da luta contra o Estado Novo à rutura com o comunismo. Col: Liberdade Nova edição ed. Lisboa, Portugal: Alêtheia